# Silvio José Báez Ortega
Silvio José Báez Ortega, O.C.D. (Masaya, 28 de abril de 1958) es un obispo católico nicaragüense. Pertenece a la Orden de los Carmelitas Descalzos. Era hasta el año 2018 obispo auxiliar de la arquidiócesis de Managua y vicario general de la arquidiócesis de Managua y obispo presidente de la comisión de Vida Consagrada y del Seminario de la Conferencia Episcopal de Nicaragua. Durante la crisis sociopolítica del 2018 abogó por los derechos de los manifestantes a ejercer su libertad de expresión .

## Biografía

### Formación académica: licenciatura y doctorado
Tras ingresar en 1979 en la Orden de los Carmelitas Descalzos, realizó sus estudios de filosofía y teología en el Instituto Teológico de América Central en San José, Costa Rica. Y los continuó en Roma, en el Pontificio Instituto Bíblico, obteniendo la licenciatura en Sagrada Escritura en 1988. En ese mismo año realizó estudios de Geografía y Arqueología bíblica en la Escuela Bíblica y Arqueológica Francesa de Jerusalén de los Padres Dominicos.
En 1999 defendió su tesis doctoral en Teología Bíblica en la Pontificia Universidad Gregoriana de Roma, con una disertación sobre el tema del Tiempo de callar y tiempo de hablar: el silencio en la Biblia Hebrea, habiendo obtenido summa cum laude. Su disertación doctoral fue publicada como libro en 2009.
Desde 2007 su tesis doctoral ha sido designada por la Pontificia Universidad Gregoriana de Roma como libro de texto para el último año de la carrera de licenciatura en teología bíblica, como modelo de investigación exegético-teológica de un concepto bíblico.

### Ordenación sacerdotal y labor pastoral
Fue ordenado sacerdote en la ciudad de San Ramón, Alajuela (Costa Rica), el 15 de enero de 1985. Algunos feligreses lo consideran una persona de fácil acceso, congruente con sus pensamientos y creencias; donde lo han catalogado como el líder de la Iglesia católica.
Desde su ordenación ha desarrollado diversas tareas pastorales. Concretamente, fue maestro de los estudiantes de Teología y Filosofía en Ciudad de Guatemala (1988-1994); primer consejero de la entonces Delegación General de Centro América de la Orden de los Carmelitas Descalzos (1993); profesor de Sagrada Escritura en diversos centros de estudios superiores de Guatemala y profesor de Antiguo Testamento en los cursos especiales de renovación para frailes de los Carmelitas Descalzos (1988-1994) en el convento Stella Maris (Haifa, Israel), "considerado como «Casa Madre» y centro de espiritualidad para toda la Orden"
También ha sido profesor invitado de Espiritualidad Bíblica en la Universidad Pontificia de Salamanca, y en el Centro Internacional Teresiano-Sanjuanista de Ávila (Universidad de la Mística). Ha impartido cursos de Teología y Espiritualidad Bíblica y talleres bíblicos a nivel popular en Centro América, México, Perú, Argentina, Estados Unidos, España e Italia; ha impartido conferencias sobre santa Teresa de Jesús y temas teresianos.
Vicepresidente de la Pontificia Facultad Teológica Teresianum de la Orden de los Carmelitas Descalzos (Roma), en donde también fue profesor ordinario de Sagrada Escritura y de Teología y Espiritualidad Bíblica. En esta misma Facultad de Teología fue director durante varios años de la revista de alta divulgación teológica (2006-2009) Teresianum.
Es el coordinador de la traducción del Antiguo Testamento de la nueva versión de la Biblia para América Latina de ediciones Paulinas y el traductor del libro de los Proverbios para la nueva Biblia, BIA, del CELAM.

### Obispado
El papa Benedicto XVI lo nombró obispo auxiliar de la arquidiócesis de Managua y obispo titular de Zica el 9 de abril de 2009. El 30 de mayo de 2009 fue ordenado obispo por el cardenal Leopoldo Brenes, arzobispo de Managua; Henryk Józef Nowacki, arzobispo titular de Blera; y César Bosco Vivas Robelo † obispo de León (Nicaragua).
El 30 de abril de 2019 se trasladó al Vaticano a instancias del papa Francisco. Actualmente es Profesor de Sagrada Escritura en la Facultad del Seminario Regional San Vicente de Paúl, Boynton Beach, Estados Unidos.
En febrero de 2023 el Tribunal de Apelaciones de la Circunscripción Managua le quitó la nacionalidad nicaragüense.

## Obras

### Teología y Espiritualidad Bíblica

#### Libros
- Tiempo de callar y tiempo de hablar. El silencio en la Biblia Hebrea, ed. Teresianum, Roma 2000

#### Artículos y conferencias
- La Trinità nel Nuovo Testamento, in AA.VV., In Comunione con la Trinità, ed. Vaticana, Città del Vaticano, 2000, pp. 61-94 (en italiano)
- Il Dio d’Israele: presenza, cammino e promessa, in AA.VV. Io sono con voi tutti i giorni, Fiamma viva 41, ed. OCD del Teresianum, Roma 2000. (en italiano)

### Espiritualidad Carmelitana y Mariana

#### Libros
- ¡Cual un botón de Rosas! ed. Hispamer, Managua 2015

#### Artículos y conferencias
- Curso de espiritualidad bíblica para laicos - Centro de espiritualidad “San Juan de la Cruz”, San José, Costa Rica (agosto-septiembre 2001)

| Predecesor: Luigi Locati | VI Obispo titular de Zica Desde el 9 de abril de 2009 hasta la fecha.  | Sucesor: En el cargo |
| Predecesor: Creación     | Obispo Auxiliar de Managua Desde el 9 de abril de 2009 hasta la fecha. | Sucesor: En el cargo |